# Hôtel de ville d'Ammerschwihr
L'hôtel de ville d'Ammerschwihr est un monument historique situé à Ammerschwihr, dans le département français du Haut-Rhin.

## Localisation
Ce bâtiment est situé Grand-Rue à Ammerschwihr.

## Historique
L'édifice fait l'objet d'un classement au titre des monuments historiques depuis 1965.

## Architecture

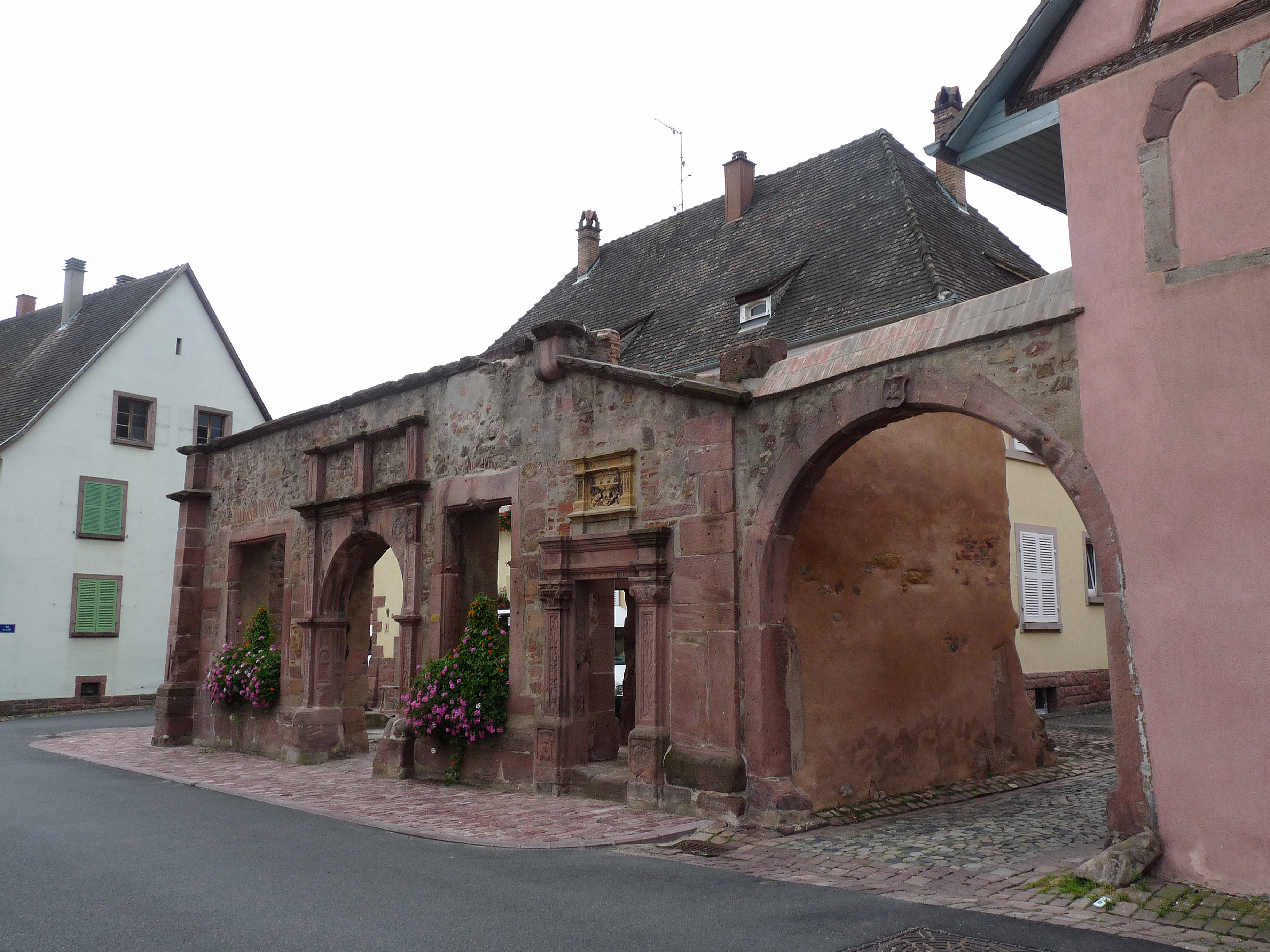
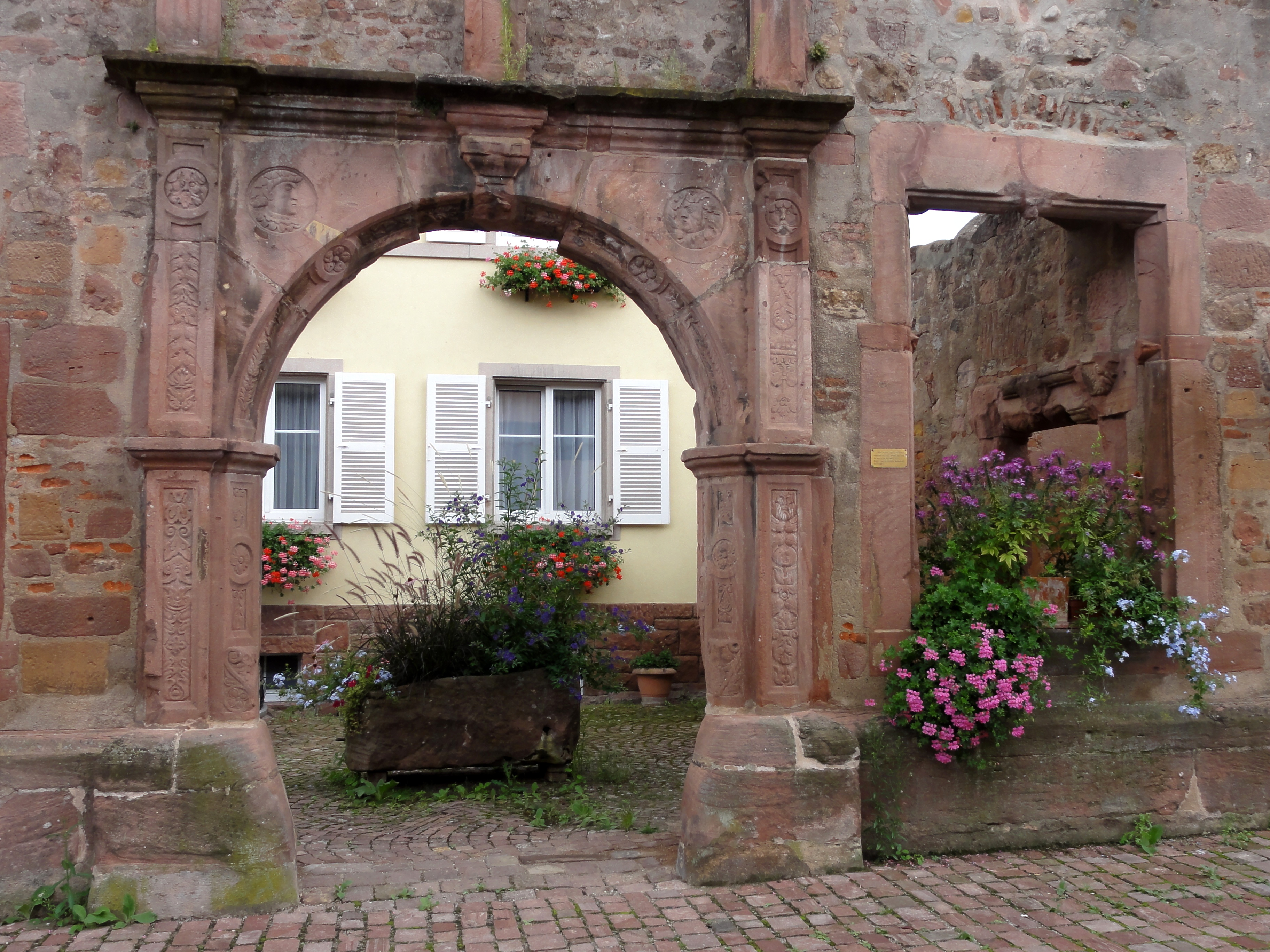
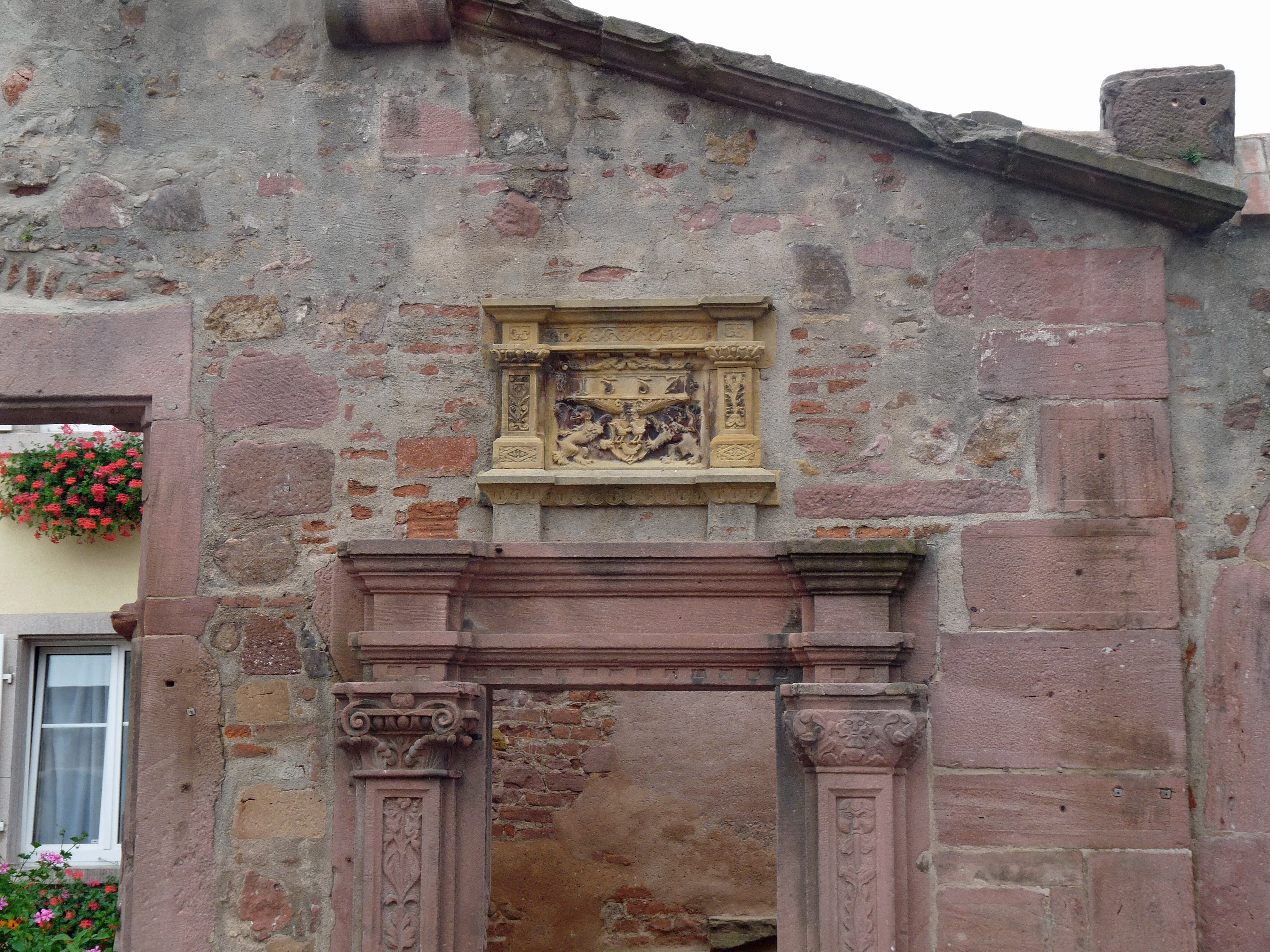